# Ястребов, Анатолий Петрович
Анато́лий Петро́вич Я́стребов (28 апреля 1939, Рогачёв Гомельской области — 12 сентября 2018, Екатеринбург) — советский и российский патофизиолог, профессор, ректор Свердловского медицинского института, затем Уральской государственной медицинской академии. Заслуженный работник высшей школы Российской Федерации (2001).

## Биография
Окончил Свердловский медицинский институт в 1962 году, аспирантуру этого же вуза в 1965 году, доктор медицинских наук, профессор.
С 1965 года работает в Свердловском медицинском институте; научный руководитель отдела геронтологии клинического госпиталя для ветеранов войн в городе Екатеринбурге. Основное направление научной деятельности: механизмы регенерации крови.
Ректор (с 1984 по 2005), заведующий кафедрой патологической физиологии (с 1974 года) Свердловского медицинского института, затем Уральской государственной медицинской академии (с 1995 года).
Редактор журнала «Вестник Уральской медицинской академии»;
Член-корреспондент РАМН (2004), академик РАЕН (1992) и Российской экологической академии (1995). Член правления Российского общества патофизиологов, председатель ассоциации медицинских вузов Урала.
Автор около 300 научных работ, 8 монографий, нескольких изобретений.
Скончался 12 сентября 2018 года в Екатеринбурге. Похоронен на Широкореченском кладбище.

## Награды
- Орден «Знак Почета»;
- Орден Дружбы;
- Медаль «Ветеран труда»;
- Знак «За отличные успехи в высшей школе».
- Золотая медаль ВДНХ.
- Заслуженный деятель науки РФ (1991).